# Lisięcice (gromada)
Lisięcice – dawna gromada, czyli najmniejsza jednostka podziału terytorialnego Polskiej Rzeczypospolitej Ludowej w latach 1954–1972.
Gromady, z gromadzkimi radami narodowymi (GRN) jako organami władzy najniższego stopnia na wsi, funkcjonowały od reformy reorganizującej administrację wiejską przeprowadzonej jesienią 1954 do momentu ich zniesienia z dniem 1 stycznia 1973, tym samym wypierając organizację gminną w latach 1954–1972.
Gromadę Lisięcice z siedzibą GRN w Lisięcicach utworzono – jako jedną z 8759 gromad na obszarze Polski – w powiecie głubczyckim w woj. opolskim, na mocy uchwały nr VII/19/54 WRN w Opolu z dnia 4 października 1954. W skład jednostki weszły obszary dotychczasowych gromad Lisięcice i Zawiszyce oraz przysiółek Biernatówek z dotychczasowej gromady Biernatów ze zniesionej gminy Lisięcice w tymże powiecie. Dla gromady ustalono 20 członków gromadzkiej rady narodowej.
31 grudnia 1959 do gromady Lisięcice włączono wsie Biernatów i Królowe ze zniesionej gromady Kietlice oraz wieś Ciesznów ze zniesionej gromady Kazimierz w tymże powiecie.
Gromada przetrwała do końca 1972 roku, czyli do kolejnej reformy gminnej. 1 stycznia 1973 w powiecie głubczyckim reaktywowano gminę Lisięcice, zniesioną ponownie 30 października 1975.